# Sauropus similis
Sauropus similis är en emblikaväxtart som beskrevs av William Grant Craib. Sauropus similis ingår i släktet Sauropus och familjen emblikaväxter. Inga underarter finns listade i Catalogue of Life.